# دلبر آهنی
دلبر آهنی یک مجموعه تلویزیونی محصول سال ۱۳۷۸ به کارگردانی مهدی صباغ‌زاده  است که نوروز ۱۳۷۹ از شبکه پنج پخش شد.

## بازیگران
- محمد کاسبی
- رضا رویگری
- اکرم محمدی
- مهرانه مهین‌ترابی
- محمدعلی ورشوچی
- ابراهیم آبادی
- حسین چنگی
- سپیده حسینی
- سعید پیردوست
- سیامک اشعریون
- عذرا مردانی
- غلامحسین لطفی
- کورش احمدی
- لوریک میناسیان
- هما خاکپاش
- هوشنگ دیبائیان